# FIFA-Klub-Weltmeisterschaft 2016
Die FIFA-Klub-Weltmeisterschaft 2016 (englisch FIFA Club World Cup 2016) war die 13. Austragung dieses weltweiten Fußballwettbewerbs für Vereinsmannschaften und fand 2016 zum achten Mal in Japan statt.

## Vergabe
Ursprünglich hatte sich neben Japan auch Indien um die Austragung der Turniere 2015 und 2016 beworben.
Am 23. April 2015 erteilte die FIFA Japan den Zuschlag.

## Modus
Gegenüber dem seit 2007 geltenden Austragungsmodus gab es keine Änderungen. Das Turnier wurde mit sieben Teilnehmern ausgetragen. Neben den sechs Siegern der kontinentalen Meisterwettbewerbe auf Klubebene aus Asien (AFC), Afrika (CAF), Karibik, Nord- und Zentralamerika (CONCACAF), Südamerika (CONMEBOL), Europa (UEFA) und Ozeanien (OFC) trat auch der japanische Meister an, der zunächst ein Ausscheidungsspiel gegen den Sieger der OFC Champions League bestreiten musste. Hätte ein Klub aus Japan die AFC Champions League gewonnen, wäre der am besten platzierte nichtjapanische Klub qualifiziert. Der Sieger des Ausscheidungsspieles spielte mit den Vertretern Afrikas, Asiens und der CONCACAF zwei Teilnehmer am Halbfinale aus. Dafür waren die Teilnehmer aus Europa und Südamerika bereits gesetzt und bestritten somit nur je zwei Spiele. Gespielt wurde im K.-o.-System. An elf Tagen fanden acht Spiele statt.

## Spielstätten
| Suita |

| Yokohama |

| Suita |

| Yokohama |

## Teilnehmer
Teilnehmer waren die Sieger der folgenden Wettbewerbe:
| Atlético Nacional |

| Real Madrid |

| Jeonbuk Hyundai Motors |

| Mamelodi Sundowns |

| Club América |

| Auckland City FC |

| Kashima Antlers |

| Atlético Nacional |

| Real Madrid |

| Jeonbuk Hyundai Motors |

| Mamelodi Sundowns |

| Club América |

| Auckland City FC |

| Kashima Antlers |

## Das Turnier im Überblick
| Spiel              | Datum        | Ortszeit (MEZ)        | Stadion                     | Mannschaft 1           | Ergebnis            | Mannschaft 2      |
| ------------------ | ------------ | --------------------- | --------------------------- | ---------------------- | ------------------- | ----------------- |
| Ausscheidungsspiel | 8. Dezember  | 19:30 Uhr (11:30 Uhr) | Nissan-Stadion              | Kashima Antlers        | 2:1 (0:0)           | Auckland City FC  |
| Viertelfinale 1    | 11. Dezember | 16:00 Uhr (08:00 Uhr) | Suita City Football Stadium | Jeonbuk Hyundai Motors | 1:2 (1:0)           | Club América      |
| Viertelfinale 2    | 11. Dezember | 19:30 Uhr (11:30 Uhr) | Suita City Football Stadium | Mamelodi Sundowns      | 0:2 (0:0)           | Kashima Antlers   |
| Spiel um Platz 5   | 14. Dezember | 16:30 Uhr (08:30 Uhr) | Suita City Football Stadium | Jeonbuk Hyundai Motors | 4:1 (3:0)           | Mamelodi Sundowns |
| Halbfinale 1       | 14. Dezember | 19:30 Uhr (11:30 Uhr) | Suita City Football Stadium | Atlético Nacional      | 0:3 (0:1)           | Kashima Antlers   |
| Halbfinale 2       | 15. Dezember | 19:30 Uhr (11:30 Uhr) | Nissan-Stadion              | Club América           | 0:2 (0:1)           | Real Madrid       |
| Spiel um Platz 3   | 18. Dezember | 16:00 Uhr (08:00 Uhr) | Nissan-Stadion              | Club América           | 2:2 (1:2) 3:4 i. E. | Atlético Nacional |

### Finale
| Real Madrid                                                               | Real Madrid | Kashima Antlers | Kashima Antlers | Aufstellung                                   |
| ------------------------------------------------------------------------- | --- | --- | --------------- | --------------------------------------------- |
| Real Madrid                                                               | \| 18. Dezember 2016, 19:30 Uhr (11:30 Uhr MEZ) in Yokohama (Nissan-Stadion) \| \| Ergebnis: 4:2 n. V. (2:2, 1:1) \| \| Zuschauer: 68.742 \| \| Schiedsrichter: Janny Sikazwe ( Sambia) \| \| Spielbericht \|                                                          | \| 18. Dezember 2016, 19:30 Uhr (11:30 Uhr MEZ) in Yokohama (Nissan-Stadion) \| \| Ergebnis: 4:2 n. V. (2:2, 1:1) \| \| Zuschauer: 68.742 \| \| Schiedsrichter: Janny Sikazwe ( Sambia) \| \| Spielbericht \|                                                            | Kashima Antlers | Aufstellung Real Madrid gegen Kashima Antlers |
| Real Madrid                                                               | Keylor Navas – Dani Carvajal, Raphaël Varane, Sergio Ramos (108. Nacho), Marcelo – Luka Modrić (106. Mateo Kovačić), Casemiro, Toni Kroos – Lucas Vázquez (81. Isco), Karim Benzema, Cristiano Ronaldo (112. Álvaro Morata) Cheftrainer: Zinédine Zidane ( Frankreich) | Hitoshi Sogahata – Daigo Nishi, Naomichi Ueda, Gen Shōji, Shūto Yamamoto – Yasushi Endō (102. Yukitoshi Itō), Gaku Shibasaki, Mitsuo Ogasawara (67. Fabrício), Ryōta Nagaki (114. Shūhei Akasaki) – Mū Kanazaki, Shōma Doi (88. Yūma Suzuki) Cheftrainer: Masatada Ishii | Kashima Antlers | Aufstellung Real Madrid gegen Kashima Antlers |
| Real Madrid                                                               | 1:0 Karim Benzema (9.) 2:2 Cristiano Ronaldo (59., FE) 3:2 Cristiano Ronaldo (98.) 4:2 Cristiano Ronaldo (104.) | 1:1 Gaku Shibasaki (44.) 1:2 Gaku Shibasaki (52.) | Kashima Antlers | Aufstellung Real Madrid gegen Kashima Antlers |
| Real Madrid                                                               | Sergio Ramos (55.), Casemiro (100.), Dani Carvajal (102.) | Shuto Yamamoto (58.), Fabricio (93.) | Kashima Antlers | Aufstellung Real Madrid gegen Kashima Antlers |
| 18. Dezember 2016, 19:30 Uhr (11:30 Uhr MEZ) in Yokohama (Nissan-Stadion) | | |                 |                                               |
| Ergebnis: 4:2 n. V. (2:2, 1:1)                                            | | |                 |                                               |
| Zuschauer: 68.742                                                         | | |                 |                                               |
| Schiedsrichter: Janny Sikazwe ( Sambia)                                   | | |                 |                                               |
| Spielbericht                                                              | | |                 |                                               |

### Kader von Real Madrid
Folgende Spieler standen im 23-Mann-Kader von Real Madrid:
| 1.          | Real Madrid |
| Real Madrid | - Tor: Kiko Casilla (0 Spiele/0 Tore), Keylor Navas (2/0), Rubén Yáñez (-) - Abwehr: Dani Carvajal (2/0), Fábio Coentrão (-), Danilo (-), Marcelo (2/0), Nacho (2/0), Pepe (-), Sergio Ramos (1/0), Raphaël Varane (2/0) - Mittelfeld: Marco Asensio (-), Casemiro (2/0), Isco (1/0), Mateo Kovačić (1/0), Toni Kroos (2/0), Luka Modrić (2/0), James Rodríguez (1/0), Lucas Vázquez (2/0) - Sturm: Karim Benzema (2/2), Cristiano Ronaldo (2/4), Mariano (-), Álvaro Morata (2/0) - Cheftrainer: Zinédine Zidane |

## Statistik
| Rang | Klub                   |
| ---- | ---------------------- |
| 1    | Real Madrid            |
| 2    | Kashima Antlers        |
| 3    | Atlético Nacional      |
| 4    | Club América           |
| 5    | Jeonbuk Hyundai Motors |
| 6    | Mamelodi Sundowns      |
| 7    | Auckland City FC       |

| Rang | Spieler           | Klub                   | Tore |
| ---- | ----------------- | ---------------------- | ---- |
| 1    | Cristiano Ronaldo | Real Madrid            | 4    |
| 2    | Karim Benzema     | Real Madrid            | 2    |
|      | Kim Bo-kyung      | Jeonbuk Hyundai Motors | 2    |
|      | Yasushi Endō      | Kashima Antlers        | 2    |
|      | Mū Kanazaki       | Kashima Antlers        | 2    |
|      | Silvio Romero     | Club América           | 2    |
|      | Gaku Shibasaki    | Kashima Antlers        | 2    |
| 8    | Shōma Doi         | Kashima Antlers        | 1    |
|      | Yūma Suzuki       | Kashima Antlers        | 1    |
|      | Michael Arroyo    | Club América           | 1    |
|      | Lee Jong-ho       | Jeonbuk Hyundai Motors | 1    |
|      | Kim Dae-wook      | Auckland City FC       | 1    |
|      | Kim Shin-wook     | Jeonbuk Hyundai Motors | 1    |
|      | Alessandro Guerra | Atlético Nacional      | 1    |
|      | Shūhei Akasaki    | Kashima Antlers        | 1    |
|      | Percy Tau         | Mamelodi Sundowns      | 1    |
|      | Oribe Peralta     | Club América           | 1    |

- Hierzu kommen Eigentore des Brasilianers Ricardo Nascimento (Mamelodi Sundowns) im Spiel gegen Jeonbuk Hyundai Motors und des Paraguayers Miguel Samudio (Club América) im Spiel gegen Atlético Nacional.

## Ehrungen

### Adidas Goldener Ball
Der Goldene Ball für den besten Spieler des Turniers ging an den Portugiesen Cristiano Ronaldo vom Titelträger Real Madrid. Der Silberne Ball wurde an seinen kroatischen Teamkollegen Luka Modrić verliehen. Den Bronzenen Ball erhielt der Japaner Gaku Shibasaki von den Kashima Antlers.

### FIFA-Fair-Play-Trophäe
Den Fair-Play-Preis für sportlich korrektes Auftreten auf und außerhalb des Rasens konnten sich die Kashima Antlers sichern.

## Schiedsrichter
Aus jedem Kontinentalverband nominierte die FIFA ein Schiedsrichter-Team. Erstmals gehörten jedem Schiedsrichter-Team spezielle Video-Referees an. Dabei handelte es sich um erfahrene FIFA-Schiedsrichter, die während des Spiels den Hauptschiedsrichter anhand von Video-Aufnahmen unterstützen sollten.
Im Halbfinale zwischen den Kashima Antlers und Atlético Nacional sorgte Schiedsrichter Kassai für ein Novum. Als er bei einer Spielunterbrechung in der 29. Minute auf Hinweis des Video-Schiedsrichters, sich eine strittige Strafraum-Szene, die sich kurz vorher ereignet hatte, noch einmal auf einem Monitor ansah, und seine ursprüngliche Entscheidung daraufhin korrigierte und auf Elfmeter für die Kashima Antlers entschied. Damit war dies der erste bekannte, offizielle Anwendungsfall des Videobeweises bei einem offiziellen FIFA-Turnier.
| Verband    | Schiedsrichter        | Jahrgang | Assistent 1               | Jahrgang | Assistent 2    | Jahrgang | Videoschiedsrichter           | Jahrgang  |
| ---------- | --------------------- | -------- | ------------------------- | -------- | -------------- | -------- | ----------------------------- | --------- |
| AFC        | Nawaf Shukralla       | 1976     | Yaser Tulefat             | 1974     | Taleb al-Marri | 1988     | Ravshan Ermatov               | 1977      |
| CAF        | Janny Sikazwe         | 1979     | Jerson Dos Santos         | 1983     | Marwa Ranghe   | 1977     | Bakary Gassama                | 1979      |
| CONCACAF 1 | Roberto García Orozco | 1974     | José Luis Camargo Callado | 1972     | Alberto Morín  | 1980     | Mark Geiger                   | 1974      |
| CONMEBOL   | Enrique Cáceres       | 1974     | Eduardo Cardozo           | 1982     | Juan Zorrilla  | 1975     | Andrés Cunha                  | 1976      |
| OFC        | Abdelkader Zitouni    | 1981     | Ravinesh Kumar 2          | 1982     | Phillipe Revel | 1982     | Nick Waldron                  | 1982      |
| UEFA       | Viktor Kassai         | 1975     | György Ring               | 1981     | Vencel Tóth    | 1978     | Jonas Eriksson Danny Makkelie | 1974 1983 |